# Leptocaris stromatolicola
Leptocaris stromatolicola é uma espécie de crustáceo da família Darcythompsoniidae.
É endémica do México.